# Изследвания на детското езиково и говорно развитие в България
Изследванията на детското езиково и говорно развитие в България са свързани с езикознанието, когнитивната психология, възрастовата психология, психолингвистиката.

## Начало на изследванията
На първо място като изследовател трябва да бъде посочен проф. Иван Георгов, който в статията си „Първите начала на езиковия израз за самосъзнанието на децата“ (1905) и монографията „Принос към граматичния развой на детския говор“ (1906) подробно излага основанията си за интереса си към детското езиково и говорно развитие, и възгледа си за успоредното протичане и взаимното влияние на езиковото и психичното развитие:
| „ | „без всякакво съмнение между душевното и езиково развитие съществува тясно взаимно съотношение, и то не само в тоя смисъл, че душевното развитие упражнява значително влияние върху развитието на езика, ами че наопаки и езиковото развитие упражнява не по-малко съществено влияние върху генезиса на душата. В това отношение от особена важност са наблюденията над развитието на граматичните форми в говора на детето, понеже чрез тия наблюдения се получава възможност да се направи обратно заключение върху развоя на детската душа.“ | “ |

Също както и Жан Пиаже, който изгражда теорията си за когнитивното развитие на детето, наблюдавайки трите си дъщери, И.А. Георгов започва изследванията си с документиране на говора на двамата си синове. Въз основа на тези наблюдения той обяснява появата на отделните класове думи, различните морфологични категории и синтактични структури хронологически, като ги свързва с познавателните процеси. Няколко години по-късно (1913) излиза двутомният му труд „Значение на детската лингвистика“. Това е изследване, в което с голяма ерудиция и усет за детайлите в сравнителен план се разглежда говорното и езиковото развитие на деца от различни народности и се изтъква аналогичното формиране на лексиката и семантиката в онтогенезата им. Георгов уточнява значението на този изследователски подход: изучавайки детската лингвистика, „можем получи пристъп към много тъмни страни на проблема за първото възникване на човешкия говор и на неговите първоначални форми.“

## Изследвания в НРБ
Макар че отрича възгледа за езика като вродена структура, той се опитва да обясни наличието на сходни по звуковия си състав лексеми в коренно различни езици. След смъртта на проф. И. А. Георгов трудовете му са забравени до 1934 г., когато излиза статията на Стефан Младенов „Няколко езикословни въпроси у проф. д-р Иван Георгов в работите му за развоя на детския говор“, но интересът към разглежданите проблеми бързо стихва, за да бъде възобновен едва през 60-те години на 20 век – този период е пряко свързан с дейността на проф. Василка Манова-Томова. Изследването ѝ „Вече мога да говоря“ (1965) и днес се смята за базисно в областта на детската психолингвистика в България и не е загубило актуалността си. Други важни изследвания на авторката разглеждат различни проблеми на този период от онтогенезата с цел цялостното му изясняване.
В кн. 6 за 1969 г. на списание „Български език“ излиза статията на Мария Коспартова „Особености на детския говор“, която, основавайки се на съвременната лингвистика, очертава мястото и закономерностите на детското говорно развитие.
И. Котова и Т. Владимирова правят анализ на темата в книгата си „Анализ на детската реч в предучилищна възраст“ (1970). Изследването има статистическа стойност по отношение степента на овладяност на граматиката и лексиката в 4-та група на детската градина.
Ф. Даскалова първа насочва вниманието към общите проблеми на психолингвистиката на развитието, към въпросите на езиковото кодиране и декодиране, говорната антивност, сензитивните и кризисните периоди в овладяването на езика. Изследванията ѝ са свидетелство, че българската психолингвистика постепенно започва да се изравнява със световната по широкия кръг проблеми и опита за многоаспектното им разглеждане.
През 80-те години на 20 век с въпросите на детското езиково развитие се занимава Елена Иванова, дипломантка на проф. Манова-Томова. Докладите ѝ (1981–1986) имат предимно описателен и констативен характер.

## Изследвания след 1989 г.
В контекста на съвременната психолингвистика са разработките на проф. Юлиана Стоянова. В излязлата през 1992 г. нейна монография „Вашето дете говори“ се разглеждат „речевите актове в ранната възраст“ от гледна точка на комуникативната им стойност. Вниманието е насочено и към възрастните участници в общуването. Интерпретацията на данните е направена с помощта на „интегративен теоретичен подход“, като по този начин се избягват слабостите и ограниченията на конкретна парадигма. В други свои изследвания Ю. Стоянова разглежда различни проблеми на езиковата онтогенеза на българските деца – на темпорално-аспектуалната система, прагматиката, синтаксиса.
В духа на „От двух до пяти“ от Корней Чуковски са представените от Блажо Блажев и проф. Венче Попова материали в „Чудесата на детската реч“ (1995). Авторите подчертават популярния характер на книгата и се въздържат от генерални изводи за овладяването на езика от децата.
В изследването си „Психолингвистика на развитието“ (2000) проф. Велка Попова разглежда синтактичната компетентност чрез анализа на богат емпиричен материал.
Редица български изследователи (В. Манова-Томова, Ф. Даскалова, Е. Иванова и др.) са единодушни, че в България въпросът за овладяването на езика от децата не е разглеждан всеобхватно.